# Oscar Olson
Oscar Gustave Olson (ur. 15 grudnia 1875 w Oslo, zm. 5 grudnia 1962 w Chicago) – amerykański przeciągacz liny i sztangista, złoty medalista igrzysk olimpijskich.
Olson reprezentował Stany Zjednoczone na Letnich Igrzyskach Olimpijskich 1904 w Saint Louis. Był członkiem pięcioosobowego zespołu Milwaukee Athletic Club rywalizującego w przeciąganiu liny. W finale zespół z Milwaukee pokonał inną amerykańską drużynę, St. Louis Southwest Turnverein 1. Rywalizował także w podnoszeniu ciężarów, w konkurencji oburącz, w której zajął 4 .miejsce.
Podobnie jak wszyscy członkowie Milwaukee AC pochodził z Chicago.